# Søren Lindsted
Søren Lindsted (2 febbraio 1957) è un ex calciatore danese, di ruolo attaccante.
Nel 1981 fu parte del cast di giocatori impiegati nel film sportivo Fuga per la vittoria